# Leandro Firmino
Leandro Firmino da Hora, född 23 juni 1978 i Rio de Janeiro, Brasilien, är en brasiliansk skådespelare.

## Filmografi (i urval)
- 2002 - Cidade de Deus
- 2003 - Corneteiro Lopes, O
- 2005 - Cafundó